# Stanisław Puchalski

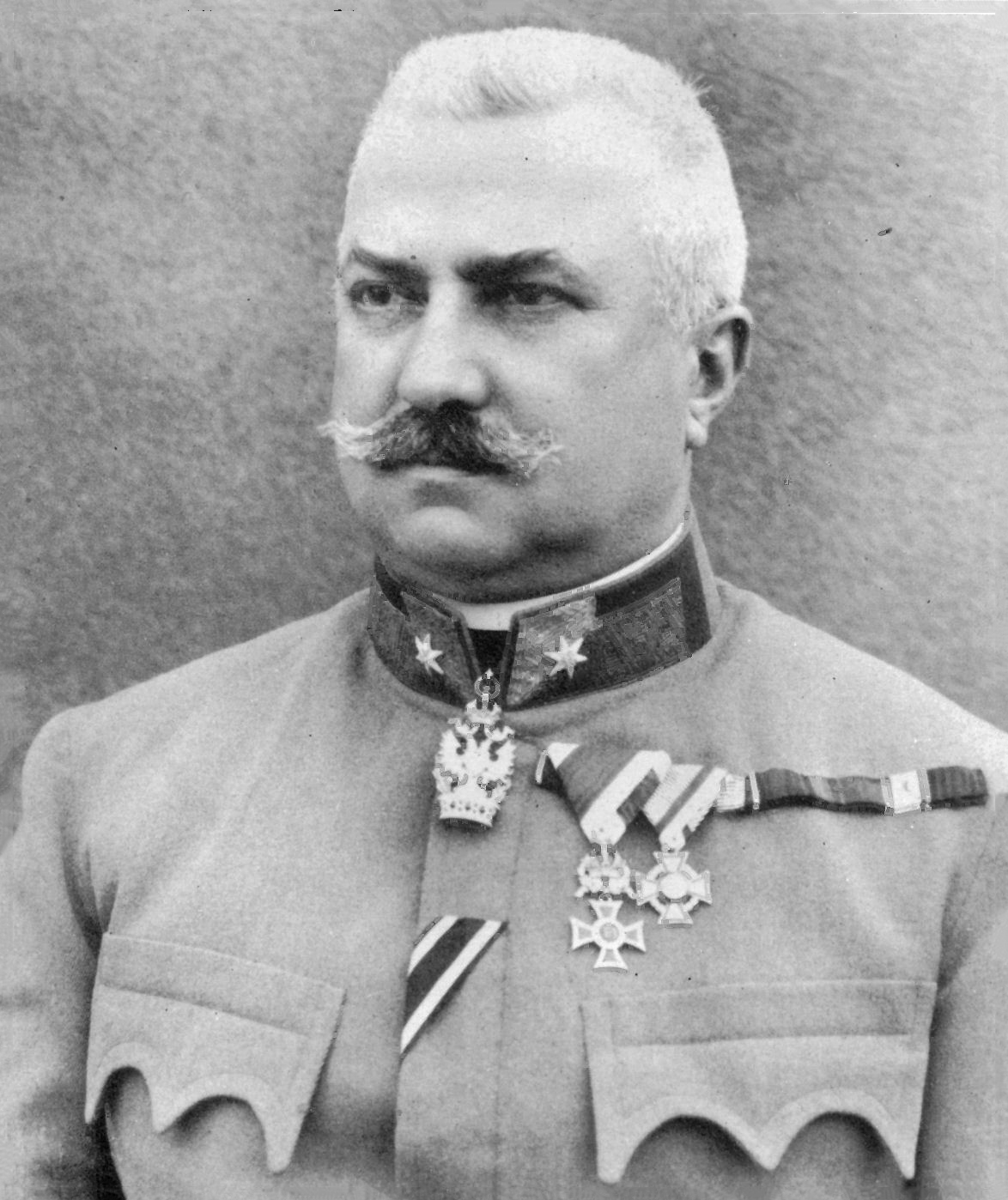
Stanisław Puchalski (etwa 1914)

Stanisław Puchalski (* 5. Januar 1867 in Wapowce, Polen; † 16. Januar 1931 in Warschau) war ein Feldmarschallleutnant der k.u.k. Armee, Kommandant der  Polnischen Legionen und Divisionsgeneral der polnischen Armee.

## Militärischer Werdegang
Puchalski absolvierte seine Ausbildung an der Militärschule von Güns, an der Militärisch-Technischen Akademie in Wien (1884–1887) und in der Generalstabsschule (1890–1893). 1887 begann seine Offizierskarriere als Unterleutnant im 10. Infanterieregiment. 1890 wurde er zum Oberleutnant befördert. 1903, bereits im Rang eines Majors, wurde Puchalski Kommandierender des Stabes der 45. Landwehr-Infanteriedivision. 1910 wurde er Oberst und ein Jahr später übernahm er das Kommando über das k.u.k. Infanterie-Regiment Nr. 20 „Heinrich Prinz von Preußen“, das in Krakau kaserniert war und zu 80 % aus polnischen Landsleuten bestand.
Zu Beginn des Ersten Weltkrieges führte er sein Regiment im Rahmen der 12. Division (FML Kestranek) als Reserve der k.u.k. 1. Armee im Raum Kraśnik gegen die Russen. Kurz darauf übernahm er das Kommando der 24. Infanterie-Brigade, welche im Oktober 1914 auf das nördliche Weichselufer verlegte und im Rahmen des k.u.k. I. Korps in der Schlacht an der Weichsel eingesetzt war. Zwischen Februar und November 1916 kommandierte Puchalski die Polnische Legion, welche dem Korps Hauer zugeteilt war und während der Brussilow-Offensive zeitweilig der k.u.k. 4. Armee in Wolhynien unterstellt war. Ab Februar 1917 übernahm er das Kommando über die 12. Infanterie-Division, welche in den Waldkarpaten eingesetzt war und ab Mai 1917 an den italienischen Kriegsschauplatz verlegt wurde. Ab August 1917 unterstand Puchalskis Division dem XXIII. Korps an der südlichen Isonzofront. Am 1. November 1917 wurde Puchalski zum Feldmarschalleutnant befördert. Im Juni 1918 nahmen Puchalskis Truppen an der Zweiten Piaveschlacht teil und wurden  ab Juli 1918 dem k.k. VII. Korps zugeteilt. Kurz vor Kriegsende wurde er im September 1918 noch Militärkommandant von Przemyśl.
Nach dem Krieg wurde er am 18. März 1919 im Rang eines Generalleutnants in die polnische Armee aufgenommen und rückwirkend zum 1. März in die Offiziersreserve in Warschau versetzt. In dieser Funktion leitete er die Ausbildung der Stabsadjutanten. Am 10. Juni 1919 wurde er zum Kommandanten der Generalstabsschule. Diese Funktion übte er bis zum 10. Juli 1920 aus. Nach verschiedenen Tätigkeiten, z. B. im Ministerium für militärische Angelegenheiten, wurde er am 1. März 1921 auf eigenen Wunsch in die Reserve versetzt, um kurz darauf in den Ruhestand zu gehen. Am 23. Oktober 1923 ernannt ihn der polnische Präsident Stanisław Wojciechowski rückwirkend zum 1. Juni 1919 zum Divisionsgeneral.
Puchalski starb am 16. Januar 1931 in Warschau.

## Österreichische Militärauszeichnungen (Stand 31. Dezember 1918)
- Erinnerungskreuz 1912/13
- Militär-Jubiläumskreuz 1908
- Jubiläums-Erinnerungsmedaille 1898
- Dienstzeichen für Offiziere III. Klasse
- Bronzene Militär-Verdienstmedaille
- Militärverdienstkreuz III. Klasse
- Militärverdienstkreuz III. Klasse, Kriegsdekoration mit Schwertern
- Leopoldorden Ritterkreuz, Kriegsdekoration mit Schwertern
- Orden der Eisernen Krone Ritter II. Klasse, Kriegsdekoration mit Schwertern
- Militärverdienstkreuz II. Klasse, Kriegsdekoration mit Schwertern
- Militärverdienstkreuz II. Klasse, Kriegsdekoration mit Schwertern